# La Croix (album)
La Croix to pierwszy solowy album Tony'ego Wakeforda, wydany w 1993 (zob. 1993 w muzyce) we własnej oficynie muzyka - Tursa.

## Spis utworów
1. La Croix
2. The Fool
3. Double Cross
4. Come the Horsemen
5. The Wheel of the Sun
6. The Yew
7. La Croix II